# Observatorio Astrofísico Kuchinskaia
El Observatorio Astrofísico Kúchinskaia (en ruso:  Кучинская астрофизическая обсерватория) fue fundado en 1925. Está situado en el entorno de la localidad de Kúchino, unos 8 km al este de Moscú. Dependiente del
Instituto Shtérnberg, está dedicado a la espectrometría solar.

## Historia
El observatorio se estableció como una estación satélite del Instituto Astrofísico de Moscú (el futuro Instituto Astronómico Estatal Shtérnberg). A principios de la década de 1930 pasó a denominarse "Observatorio Astrofísico Kúchinskaia" aunque a mediados de la década era conocido como  "Sección Actinométrica" del Instituto Shtérnberg.
En la década de 1960 se hizo evidente que el desarrollo del observatorio para potenciar los trabajos nocturnos no tenía sentido, debido al aumento de la contaminación lumínica producida por la ciudad de Moscú. En consecuencia, sus principales trabajos se centraron en las observaciones espectrales del Sol.
El observatorio forma parte del Instituto Shtérnberg, y colabora con la Escuela de Astronomía Vega.

## Directores del observatorio
- Vasili Fesénkov, bajo cuya dirección se creó el observatorio.
- Yuri Lipski, director del observatorio (1941-1942).[1]

## Instrumentos del observatorio
- Telescopio refractor Zeiss, D=400 mm, F=1600 mm (decomisado en 1945 del Observatorio de Sonneberg, fue instalado en 1951 y posteriormente trasladado en 1958 al Laboratorio del Instituto Shtérnberg), utilizado para realizar observaciones fotográficas sistemáticas del firmamento.
- Telescopio solar horizontal (D = 300 mm, F = 1500 cm, 1950), utilizado para realizar mediciones fotovoltaicas, y registrar la parte visible del espectro del Sol.
- Telescopio de menisco Maksútovski (D = 200 mm, F = 200 cm), con sistemas fotoeléctricos para la observación de meteoros (véase Telescopio de Maksútov).

## Líneas de investigación
- Espectroscopia solar

## Principales logros
- En 1952, se desarrolló en el Observatorio el primer modelo de cuerpo negro en la URSS, diseñado para la medición energética absoluta de fuentes espectrofotométricas.